# Parkeringsplads
En parkeringsplads eller en p-plads er et område, der er beregnet til at henstille (parkere) køretøjer på, når de ikke bruges.
Som oftest er de enkelte pladser på en parkeringsplads opmærket med båse, der enten er malet, markeret med hjørnesten eller markeret med anderledes belægning.
Nogle steder er der tale om et område mellem kørebanen og rabatten, mens der andre steder er større arealer, eksempelvis ubenyttede grunde, der er udlagt til parkering. Mange steder bygges parkeringskældre eller fler-etagers parkeringshuse for at kunne skaffe pladser til de biler, der besøger lokalområdet.
De fleste parkeringspladser er til almindelige personbiler, men der laves også specielle pladser til lastbiler, busser, el-biler, cykler, knallerter og motorcykler. Endvidere findes der særlige parkeringspladser for handicappede (fx kørestolsbrugere), idet disse kræver ekstra plads og kort gå-afstand.
Ved og på pladserne angiver skiltning, hvor lang tid et køretøj må være parkeret. Der kan også være opstillet automater til betaling. Pladserne administreres af offentlige myndigheder eller private firmaer, som tilser at begrænsninger hhv. betaling respekteres.